# Nichia
NIchia Corporation és una empresa d'enginyeria química i fabricació de fòsfors, LEds, diodes làser, materials per a bateries i clorur de calci. Nichia comprén dues divisions, la primera és responsable de materials fósfors i la segona és responsable de Leds. Nichia va inventar i desenvolupar el Led blau.

## Història
- 1956 : fundada per Nobuo Ogawa
- 1966 : fabricació de fòsfors per a làmpades fluorescents.
- 1971 : fabricació de fòsfors per a pantalles de tv.
- 1993 : invenció del Led blau amb material nitrur de gali per Shuji Nakamura (2014 guanya el premi Nobel de física)

## Productes
Dispositius Led :
| Producte              | Referències |
| --------------------- | --- |
| Il·luminació general  | NF2W757G, NCSWE17A, NVSWE21A, NVSW119C, NVSW219C, NVSW119B-V1, NVSW319A, NWSW229A, NV4W144AR, NFMW481AR, NTCWT012B-V2, NFCWL036B-V2, NFCWL060B-V2, NFCWJ084B-V2, NTCWT012B-V2 |
| Il·luminació especial | NCSC119B, NSSMV01A, NSSM124, NESM238, NSDW510 |
| Automoció             | NJSW170C, NC3W121A, NC3W093A, NFSW172B, NFSW123D, NSSW064A, NHSW146AH |

Exemple de prestacions :
| Referència | Data | Encapsulat | Alçada | Eficiència | CRI | Temperatura de color    | Corrent        |
| ---------- | ---- | ---------- | ------ | ---------- | --- | ----------------------- | -------------- |
| NVSW219D   | 2017 | 3535       | 2,3mm  | 161 lm/W   | 70  | 2700, 3000, 4000, 5000K | 700mA (334lm)  |
| NVSW319AT  | 2017 | 3535       | 2,3mm  | 150lm/W    | 70  | 2700, 3000, 4000, 5000K | 1000mA (400lm) |
| Optisolis  | 2018 | 3x3mm      | 0,65mm | -          | 95  | 2700, 3000, 4000, 5000K | 65mA (24lm)    |